# Judæo-arabisk
De judæo-arabiske sprog (arabisk: عربية يهودية, hebraisk: ערבית יהודית), er en række arabiske dialekter, som tales (eller har været talt) af jøder i den arabiske verden. Udtrykket har også undertiden været anvendt om klassisk arabisk, skrevet med det hebraiske alfabet, især i middelalderen. Judæo-arabisk har, i lighed med arabisk, været opdelt i en række dialekter, på samme måde som man i jiddisch og ladino ser dialektforskelle på grund af sprogets store udbredelsesområde.
| Sprog | Spire Denne artikel om sprog er en spire som bør udbygges. Du er velkommen til at hjælpe Wikipedia ved at udvide den. |